# Conospermum polycephalum
Conospermum polycephalum är en tvåhjärtbladig växtart som beskrevs av Meissn.. Conospermum polycephalum ingår i släktet Conospermum och familjen Proteaceae. Inga underarter finns listade i Catalogue of Life.